# Dikrella readionis
Dikrella readionis är en insektsart som först beskrevs av Lawson 1930.  Dikrella readionis ingår i släktet Dikrella och familjen dvärgstritar.
Artens utbredningsområde är Arizona. Inga underarter finns listade i Catalogue of Life.